# اندیس مس قلعه بید
مس قلعه بید یک اندیس فلزی است که در حوالی شهر جهان‌آباد  استان سیستان و بلوچستان قرار دارد و مادهٔ معدنی موجود در آن، مس است.سنگ میزبان این اندیس کالردملانژ است و دیرینگی آن به دوران کرتاسه بالایی می‌رسد. در این اندیس، پاراژنز‌های روی-سرب یافت می‌شوند.